# 弼时镇
弼时镇，中华人民共和国湖南省岳阳市汨罗市下属的一个镇，位于汨罗市东南端。107国道经过镇区。
辖1个社区居委会、44个建制村，总面积150平方千米，总人口5.7万人，镇人民政府驻农科（原弼时镇人民政府驻地）。
中华人民共和国早期领导人任弼时诞生于此。

## 建制沿革
- 1956年，设毛塘乡。
- 1958年，属弼时公社。
- 1966年，毛塘公社并入。
- 1984年，改置弼时乡，旋即改置弼时镇。
- 2015年，与李家塅镇成建制合并设立弼时镇，将玉池乡10个村并入。

## 行政区划
弼时镇下辖1个社区居委会和44个建制村：
- （原弼时镇下辖）弼时社区
- （原弼时镇下辖）汉山村、大里塘村、莲花村、大陆村、弼时村、农科村、上任村、桃花村、东影村、共荣村、福寿山村、毛家坊村、大田村、坪塘村、毛塘村、大松桥村、唐家桥村、尖塘村
- （原李家塅镇下辖）铜盆村、望麓村、西影村、清溪村、打鼓村、农科村、龙山村、新潘村、松江村、李家村、新荣村、画眉村、南仑村、明月村、高燕村、群合村
- （原玉池乡下辖）安乐村、安山村、大龙村、玉山村、合泉村、高龙村、合源村、明华村、合龙村、双狮村